# Scandal Plays Minne
Scandal Plays Minne är ett travlopp för varmblod som körs på Bodentravet i Boden i Norrlands län varje år under slutet av våren. Loppet körs över distansen 2140 meter med autostart (bilstart). Förstapris i loppet är 100 000 kronor. Loppet körs till minne av travhästen Scandal Play.
Första upplagan av Scandal Plays Minne kördes den 1 juni 2016.

## Vinnare
| År   | Häst               | Kusk            | Tränare          | Tid    | Odds | Tvåa            | Trea             |
| ---- | ------------------ | --------------- | ---------------- | ------ | ---- | --------------- | ---------------- |
| 2024 | Castor the Star    | Mats E. Djuse   | Jörgen Westholm  | 1.11,9 | 3,29 | Maybach W.F.    | From the Mine    |
| 2023 | Rome Pays Off      | Mats E. Djuse   | Daniel Wäjersten | 1.12,4 | 3,03 | Hector Sisu     | From the Mine    |
| 2022 | Henry Flyer Sisu   | Mika Forss      | Petri Salmela    | 1.12,3 | 2,79 | Gazoline Mearas | Farzad Boko      |
| 2021 | Mindyourvalue W.F. | Robert Bergh    | Robert Bergh     | 1.12,8 | 3,52 | Selmer I.H.     | Cupido Sisu      |
| 2020 | Antonio Tabac      | Mika Forss      | Jörgen Westholm  | 1.13,2 | 1.34 | Workout Wonder  | Top Of The World |
| 2019 | Mr Golden Quick    | Magnus A. Djuse | Mika Haapakangas | 1.13,2 | 6.23 | Magnifik Brodde | Callela Leonard  |
| 2018 | Eder Bob           | Ulf Ohlsson     | Anna Näslund     | 1.12,8 | 8.32 | Magnifik Brodde | Cupido Sisu      |
| 2017 | Beau Mec           | Ulf Ohlsson     | Lars Wikström    | 1.12,8 | 3.85 | Montdore        | Rhapsody Ås      |
| 2016 | Rocky Winner       | Jorma Kontio    | Jörgen Westholm  | 1.11,2 | 4.21 | Special Promise | Victory Bonsai   |